# Coste amortizado
El coste amortizado es un criterio de valoración contable de instrumentos financieros, concretamente de instrumentos de deuda, utilizado en las Normas Internacionales de Información Financiera (NIIF) y también en el Plan General de Contabilidad de España. La expresión española es una traducción de la denominación anglosajona amortized cost, de uso generalizado en la contabilidad estadounidense y en estándares internacionales.
Desde el punto de vista técnico, el coste amortizado se puede definir como el valor actual de los flujos de efectivo pendientes, descontados al tipo de interés efectivo o TIR de adquisición.

## Definición del Plan General de Contabilidad de España
Según el marco conceptual del Plan General de Contabilidad español, el coste amortizado de un instrumento financiero es: el importe al que inicialmente fue valorado un activo financiero o un pasivo financiero, menos los reembolsos de principal que se hubieran producido, más o menos, según proceda, la parte imputada en la cuenta de pérdidas y ganancias, mediante la utilización del método del tipo de interés efectivo, de la diferencia entre el importe inicial y el valor de reembolso en el vencimiento y, para el caso de los activos financieros, menos cualquier reducción de valor por deterioro que hubiera sido reconocida, ya sea directamente como una disminución del importe del activo o mediante una cuenta correctora de su valor.
El tipo de interés efectivo es el tipo de actualización que iguala el valor en libros de un instrumento financiero con los flujos de efectivo estimados a lo largo de la vida 
esperada del instrumento, a partir de sus condiciones contractuales y sin considerar las pérdidas por riesgo de crédito futuras; en su cálculo se incluirán las comisiones financieras que se carguen por adelantado en la concesión de financiación.
El tipo de interés efectivo es un método para calcular el coste amortizado de un activo o un pasivo financiero, y por tanto, un medio para distribuir el ingreso o gasto por intereses a lo largo del período de vida del activo o pasivo. La diferencia entre el tipo de interés efectivo y un método de diferimiento lineal estriba en que el primero refleja un retorno o rendimiento constante sobre el importe en balance del activo o pasivo.
El coste amortizado se aplica en la valoración posterior de las siguientes carteras de instrumentos financieros:
- Préstamos y partidas a cobrar
- Inversiones mantenidas hasta el vencimiento
- Débitos y partidas a pagar.

En el reconocimiento inicial, estos instrumentos financieros se valoran a valor razonable más los gastos de la transacción en el caso de activo o menos los gastos de la transacción, en el caso de pasivos.

## Ejemplo de cálculo
Cálculo del coste amortizado de un préstamo con las siguientes condiciones: El día 1 de enero del año 1, la empresa AAA recibe un préstamo por importe de 50.000 €. Los gastos de formalización del mismo ascienden a un 1% del importe recibido. El préstamo se pagará en tres anualidades iguales con unos intereses del 5% anual.

### Cálculo de los flujos de caja derivados de la operación
Los flujos de caja que producirá la operación serán las anualidad que deberá pagar la empresa prestataria AAA. Con la siguiente fórmula financiera se calcula la anualidad:
{\displaystyle 50.000=Anualidad\times a_{3}\lnot _{0,05}\quad \longrightarrow \quad Anualidad={\frac {50.000}{a_{3}\lnot _{0,05}}}}
Anualidad = 18.360,428
Este cálculo también puede ser realizado con una función financiera de una hoja de cálculo.

### Cálculo del tipo de interés efectivo de la operación
Para calcular el tipo de interés efectivo, se utiliza la técnica del TIR, que nos planteará la siguiente ecuación:
{\displaystyle 50.000-500=18.360,428\times (1+i_{e})^{-1}+18.360,428\times (1+i_{e})^{-2}+18.360,428\times (1+i_{e})^{-3}}
Despejando se obtiene que ie = 5,538201%

### Cálculo del coste amortizado al final de cada ejercicio
El coste amortizado en cada momento de la vida del préstamo es el importe neto inicial (importe nominal del préstamo menos los gastos de formalización o apertura), más los intereses devengados al tipo de interés efectivo de la operación, menos los pagos que se realizan.
| Cuadro de valor a coste amortizado |                                                |                     |                |                                               |
| Periodo                            | Valor a coste amortizado al inicio del periodo | Gasto por intereses | Pago realizado | Valor a coste amortizado al final del periodo |
| 1                                  | 49.500,00                                      | 2.741,41            | 18.360,42      | 33.880,98                                     |
| 2                                  | 33.880,98                                      | 1.876,39            | 18.360,42      | 17.396,95                                     |
| 3                                  | 17.396,95                                      | 963,48              | 18.360,42      | 0                                             |